# Pippa Hackett
Pippa Hackett (Galway, County Galway, …) is een Iers politicus van de Green Party, die in juni 2020 Minister of State van Landgebruik en Biodiversiteit werd. Daarmee is zij Super junior minister, hetgeen inhoudt dat ze bij kabinetsvergaderingen mag aansluiten, maar daarin geen stemrecht heeft.

## Jeugd
Hackett is geboren in Galway en groeide op in Ballindine, County Mayo.Zij studeerde Dierwetenschappen aan de Aberystwyth-universiteit, met als specialisatie het paard, en Landbouwwetenschappen aan de Universiteit van Essex (BSc). Daarna deed ze in Ierland een postdoc over paarden aan University College Dublin. Vervolgens promoveerde ze op Paardenbiomechanica aan de University of Limerick.

## Politiek
Op voorspraak van haar buurman Christopher Fettes – oprichter van de Green Party – is zij rond 2016 tot die partij toegetreden. Hackett is een voormalig lid van de Offaly County Council, de districtsraad van Offaly. Op 1 november 2019 werd ze bij een tussentijdse verkiezing door het Agricultural Panel van het Ierse Hogerhuis, Seanad Éireann, zonder tegenkandidaat verkozen. De zetel was vrijgekomen, toen haar partijgenoot Grace O'Sullivan in mei 2019 was verkozen in het Europees Parlement. Tijdens de formatie van het Ierse kabinet in juni 2020 schoof de Green Party Hackett naar voren als Minister of State van Landgebruik en Biodiversiteit, waarbij verschillende andere partijleden werden gepasseerd.

## Privé
Hackett en haar man runnen een biologische boerderij in County Offaly in de buurt van Geashill. Zij hebben elkaar leren kennen aan de Universiteit van Essex. Het echtpaar heeft vier kinderen. Haar man Mark werd gecoöpteerd voor haar zetel in de Offaly County Council.